# Silvina Chediek
 Silvina Chediek (* 1. März 1962 in Buenos Aires) ist eine argentinische Journalistin, Radio- und Fernsehmoderatorin.
1984 begann sie mit dem TV-Programm „El Espejo“ und nahm an mehreren Programmen wie „Imagen de la Radio“ (1986–1991),Reconocernos (1990–1995), Nunca es tarde (1992), Muestra gratis (1991), Confesiones al oído oder Salud con Silvina (1996) teil. Seit 2015 präsentiert sie „Lo mejor de ti“.